# Bảng tử thần
Bảng tử thần trong một giải đấu nhiều giai đoạn là một bảng đấu có tính cạnh tranh bất thường, vì số lượng đối thủ mạnh trong nhóm nhiều hơn số lượng các suất tham dự vòng loại dành cho giai đoạn tiếp theo của giải đấu. Như vậy, ở giai đoạn vòng bảng, một hoặc nhiều đối thủ mạnh ở “bảng đấu tử thần” nhất thiết sẽ bị loại, nếu không sẽ được dự đoán sẽ tiến xa hơn tại giải đấu. Thuật ngữ không chính thức lần đầu tiên được sử dụng cho các nhóm trong vòng chung kết Giải vô địch bóng đá thế giới. Nó bây giờ cũng được sử dụng trong các giải đấu bóng đá hiệp hội khác và các môn thể thao khác.
Sau khi bốc thăm cho một giải đấu đã được thực hiện, các cuộc tranh luận thường nảy sinh về việc ai trong số các nhóm sơ bộ là "bảng" tử thần. Điều này xảy ra vì nhiều lý do: một phần là từ các cuộc tranh luận chung hơn về sức mạnh tương đối của các đối thủ cạnh tranh khác nhau; nhưng, ngoài ra, vì không có định nghĩa chính xác về thuật ngữ "bảng đấu tử thần". Đôi khi, thuật ngữ này chỉ đơn giản biểu thị một nhóm chỉ có các đối thủ mạnh nhất, tất cả đều là những người chiến thắng tiềm năng của giải đấu, ngụ ý rằng luôn có chính xác một nhóm như vậy; các định nghĩa khác cho phép nhiều nhóm tử vong hoặc không có cái chết nào cả.
Thuật ngữ này đôi khi bị chế giễu như một phát minh báo chí thuần túy, một sự sáo rỗng hoặc đơn giản hóa hoàn toàn dựa trên quan điểm phi thể thao rằng kết quả của những giải đấu như vậy phần lớn có thể dự đoán được và luôn có những kẻ yếu hơn, những con ngựa đen và những con chó hàng đầu.

## Bóng đá
Ở Bảng F Euro 2020, bảng này gọi là "bảng tử thần" vì có chứa Bồ Đào Nha (vô địch Giải vô địch bóng đá châu Âu 2016 và Giải vô địch bóng đá các quốc gia châu Âu 2018-19), Pháp (vô địch Giải vô địch bóng đá thế giới 2018 và á quân Giải vô địch bóng đá châu Âu 2016) và Đức (vô địch Giải vô địch bóng đá thế giới 2014 và Cúp Liên đoàn các châu lục 2017).
Ở Bảng B World Cup 2022, cũng chứng kiến là "bảng tử thần", bởi các đội có thứ hạng cao trên bảng xếp hạng FIFA nằm chung một bảng đấu, ngoài ra còn có những cuộc xung đột chính trị như quan hệ Iran – Anh và quan hệ Iran – Hoa Kỳ.